# Podkonice
Podkonice (allemand : Unterkonitz), est un village de Slovaquie situé dans la région de Banská Bystrica.

## Histoire
Première mention écrite du village en 1340.

## Démographie

### Évolution de la population
| Année:               | 1994. | 2004.   | 2014.   | 2024.   |
| -------------------- | ----- | ------- | ------- | ------- |
| Nombre de personnes: | 875   | 873     | 883     | 903     |
| Différence:          |       | -0,22 % | +1,14 % | +2,26 % |

| Année:               | 2023. | 2024.   |
| -------------------- | ----- | ------- |
| Nombre de personnes: | 913   | 903     |
| Différence:          |       | -1,09 % |